# Tycherus xanthopygus
Tycherus xanthopygus är en stekelart som först beskrevs av Berthoumieu 1898.  Tycherus xanthopygus ingår i släktet Tycherus och familjen brokparasitsteklar. Inga underarter finns listade i Catalogue of Life.